# William Demchak
William S. Demchak (24 de agosto de 1962) es un ejecutivo de negocios en el sector financiero y actual director ejecutivo del banco estadounidense PNC Financial Services.

## Biografía
William Stanton Demchak es licenciado B.A. en Ciencias por Allegheny College y máster MBA en Contabilidad por la Universidad de Míchigan.

## Trayectoria
Demchak inició su carrera en puestos ejecutivos de la banca JP Morgan Chase. Entre ellos, jefe Global de Financiación Estructurada y de la Cartera de créditos, que participan en la agenda estratégica (antes de que el JP Morgan-Chase Manhattan fusión), miembro de la Consejo de administración. Fue también director de Hilliard Lyons Investigación de Asesores.
En 2002, Demchak primero se unió a PNC Financial Services como director financiero. En ese tiempo trabajó junto con el entonces director general, Jim Rohr. Tres años más tarde, fue ascendido a jefe de la empresa Institucionales y de la Banca, a cargo de la PNC de la media del mercado y de los grandes negocios corporativos, mercados de capitales, de bienes raíces de finanzas, gestión de capital y de leasing. En 2009, Demchak se convirtió en Vicepresidente y poco después el jefe de la PNC Empresas.
William S. Demchak fue elegido presidente en abril de 2012, el entonces director ejecutivo en abril de 2013 y, finalmente, presidente en abril de 2014. En esta capacidad él es responsable de todos los de la PNC de negocios, incluyendo corporativa e institucional de la banca, la banca minorista, banca de hipoteca y la Gestión de Activos del Grupo.
Su total calculado de compensación para el año fiscal 2014 fue de $11,337,904.
En 2009, Financial Times reportero de Gillian Tett nombre Demchak como jefe de equipo en JP Morgan, cuyas innovaciones financieras más tarde jugó un papel en el crac de 2008. Tett describe cómo el equipo ha desarrollado nuevas técnicas de titulización de "la turboalimentación el mercado". En particular, el equipo se dio cuenta de que SPV (special purpose vehicles), no habría de ser financiada. Cuando el concepto fue tomado por menos cautelosos de los bancos, se podría crear "consecuencias que actualmente sacuden el planeta."

## Vida personal
Demchak nació, se crio y aún hoy en día, vive en Pittsburgh.  Está casado con Debbie y juntos tienen tres hijos.
Anteriormente se sentó en la Reglamentación del Comité de Gestión de La mesa Redonda de Servicios Financieros, el Consejo de vigilancia de La cámara de Compensación, la Citada Conferencia sobre Desarrollo de la Comunidad, la Milla Extra Fundación para la Educación, Pittsburgh Cultural Trust, el Consejo de Asuntos Mundiales de Pittsburgh, YMCA de Pittsburgh y la Mayor Pittsburgh Consejo de los Boy Scouts de América, el último de los cuales él en el pasado, ocupó la función de presidente.

## La filosofía
De acuerdo a Demchak, un ingrediente clave para convertirse en un líder de éxito es creer que siempre puede ser mejor. Él aconseja a los líderes potenciales a: "aprender de sus errores, rodéate de gente que te reto. Asegurarse de que su visión es compartida 'claramente y a menudo' con su equipo. Permanezcan firmes en la tierra en sus valores, por lo que nunca se le olvide que usted sirve o por qué vienes a trabajar."
De este trabajo que él ha hecho y sigue haciendo en el PNC dice: "a Diferencia de todos los bancos en nuestra posición en la historia, no vamos a saltar en los mercados de capital."